# Weinmannia clemensiae
Weinmannia clemensiae är en tvåhjärtbladig växtart som beskrevs av V.Steenis. Weinmannia clemensiae ingår i släktet Weinmannia och familjen Cunoniaceae. Inga underarter finns listade i Catalogue of Life.